# Belarus damlandslag i handboll
Belarus damlandslag i handboll representerar Belarus på damsidan i handboll. Laget organiseras av Belarus handbollsförbund och deltar i internationella turneringar.

## Resultat
- EM 2002: 16:e plats
- EM 2004: 16:e plats
- EM 2008: 12:e plats